# Bukvice
Bukvice är en ort i Tjeckien. Den ligger i den centrala delen av landet, 70 km nordost om huvudstaden Prag. Bukvice ligger 313 meter över havet och antalet invånare är 146.
Terrängen runt Bukvice är platt.Runt Bukvice är det ganska glesbefolkat, med 34 invånare per kvadratkilometer. Närmaste större samhälle är Jičín, 4,9 km nordost om Bukvice. Trakten runt Bukvice består till största delen av jordbruksmark.